# Bioética utilitaria
La bioética utilitaria es una rama de la ética y la bioética utilitaria que recomienda dirigir los recursos médicos donde tendrán un efecto más duradero para el bien.
Se utiliza implícitamente en algunas decisiones de planificación sanitaria, como el uso de años de vida ajustados a la calidad (QALY) y el concepto de triaje, pero es controvertido en muchos otros casos. 

## Historia
Aunque la filosofía utilitaria se remonta al siglo XIX, los pensadores británicos John Stuart Mill y Jeremy Bentham, la aplicación de estos principios a la bioética contemporánea se originó en la obra de Peter Singer en los años setenta y ochenta. Una segunda generación de bioética utilitaria, incluyendo a Julian Savulescu, Jacob M. Appel y Thaddeus Mason Pope, avanzó estos argumentos en los años 90 y 2000. Entre las aplicaciones de la bioética utilitaria en política se encuentran el Protocolo de Groningen en los Países Bajos y la Ley de Directivas Anticipadas en el estado americano de Texas.
En la década de 1990, surgió una reacción violenta contra la bioética utilitaria, liderada por figuras como Wesley J. Smith y el novelista Dean Koontz.

## Argumento económico
La bioética utilitaria se basa en la premisa de que la distribución de los recursos es un juego de suma cero, por lo que lógicamente las decisiones médicas deben basarse en el valor productivo y la felicidad total de cada persona en el futuro, en su oportunidad de sobrevivir del presente y en los recursos necesarios para el tratamiento.
Para aquellos cuyo costo de tratamiento médico o mantenimiento supere su valor económico futuro total (porque son enfermos terminales, ya no son productivos y no tienen ninguna posibilidad razonable de volverse productivos o felices en un futuro previsible), es económicamente eficiente liberar recursos médicos al no tratarlos.
Como ejemplo de esta lógica, cada enfermera que cuida a un enfermo terminal de Alzheimer o paciente con cáncer, a un individuo comatoso o a un individuo en estado vegetativo, es una enfermera menos que cuida a un bebé enfermo o a una víctima de bala de 12 años, algo relacionado con el costo de oportunidad.
Por lo tanto, los beneficios de la bioética utilitaria incluyen un mayor gasto médico en otros pacientes con mayores probabilidades de supervivencia y el retorno a un estado productivo y/o feliz. Lo ideal sería que esto condujera a un aumento neto de la riqueza y la felicidad.
La desventaja percibida de la bioética utilitaria incluye: posibles justificaciones para que los médicos maten pacientes, una gravitación hacia la aceptación de la mortalidad y la muerte, la falta de progreso médico (ya que no se exploraría el tratamiento de lesiones graves), la incertidumbre en la medición de la "felicidad" y la posibilidad de clasificar a muchas personas discapacitadas o ancianas como "no personas".